# Niels Kaj Jerne
Niels Kaj Jerne (23.12.1911 - 7.10.1994) là nhà miễn dịch học Đan Mạch đã đoạt giải Nobel Sinh lý và Y khoa năm 1984 chung với Georges J. F. Köhler và César Milstein cho "Các lý thuyết liên quan tới nét đặc trưng trong sự phát triển và kiểm soát hệ miễn dịch và sự khám phá ra nguyên lý cho việc sản xuất các kháng thể đơn dòng"

## Cuộc đời và sự nghiệp
Tổ tiên của Jerne đã cư ngụ hàng thế kỷ ở đảo Fanø (Đan Mạch). Năm 1910, cha mẹ Jerne dời sang London (Anh) và năm 1911 sinh Jerne tại đây. Trong Chiến tranh thế giới thứ nhất gia đình Jerne dời sang Rotterdam (Hà Lan). Sau khi học 2 năm vật lý ở trường đại học Leiden (Hà Lan), Jerne về học y học tại Đại học Copenhagen và tốt nghiệp năm 1947. Năm 1951 Jerne trình luận án "A study of Avidity Based on Rabbit Skin Responses to Diphteria Toxin-Antitoxin Mixtures" và lãnh bằng tiến sĩ của đại học này.
Từ năm 1943 - 1946 Jerne nghiên cứu tại Viện huyết thanh quốc gia Đan Mạch và đưa ra lý thuyết về sự hình thành kháng thể. Thuyết này được quốc tế công nhận. Năm 1956, Jerne sang làm việc trong Tổ chức Y tế thế giới ở Genève (Thụy Sĩ) với chức Trưởng ban Tiêu chuẩn Sinh lý và Miễn dịch học trong 6 năm. Năm 1962, Jerne sang làm giáo sư trưởng bộ môn Vi trùng học ở Đại học Pittsburgh trong 4 năm. Trong thời gian này Jerne vẫn là thành viên trong Ban chuyên gia cố vấn về Miễn dịch học trong Tổ chức Y tế thế giới. Năm 1966, Jerne trở lại châu Âu đảm nhiệm chức giáo sư môn Liệu pháp thực nghiệm (Experimental Therapy) ở Đại học Johann Wolfgang Goethe tại Frankfurt (Đức). Năm 1969, Jerne sang làm giám đốc Viện Miễn dịch học Basel (Thụy Sĩ) cho tới khi nghỉ hưu năm 1980.

## Đời tư
Niels Kaj Jerne đã kết hôn 3 lần, có hai con trai Ivar Jerne (1936), Donald Jerne (1941) với người vợ Tjek Jerne và người con trai thứ ba Andreas Wettstein (1971) với người vợ Gertrud Wettstein.

## Giải thưởng và Vinh dự
- Giải Paul Ehrlich và Ludwig Darmstaedter năm 1982
- Giải Nobel Sinh lý và Y khoa năm 1984
- Tiến sĩ danh dự của Đại học Chicago (1972)
- Tiến sĩ danh dự Đại học Columbia (1978)
- Tiến sĩ danh dự Đại học Copenhagen (1979)
- Tiến sĩ danh dự Đại học Basel (1981)
- Tiến sĩ danh dự Đại học Eramus Rotterdam (1983)
- Viện sĩ thông tấn danh dự Viện Hàn lâm Khoa học và Nghệ thuật Hoa Kỳ
- Viện sĩ Viện Hàn lâm Khoa học hoàng gia Đan Mạch (1969)
- Viện sĩ thông tấn của Viện Hàn lâm Khoa học quốc gia Hoa Kỳ (1975)
- Hội viên Hội hoàng gia London (1981)
- Viện sĩ Viện Hàn lâm Khoa học Pháp (1981)

Niels Kaj Jerne được coi là nhà lý thuyết lớn về Miễn dịch học hiện đại  
Niels Kaj Jerne cũng có tên trong sách "Thế kỷ 20 - 100 nhân vật quan trọng nhất Đan Mạch" của Connie Hedegaard và Claus Hagen Petersen.